# Richard Speiser
Richard Speiser (ur. 3 maja 1987 w Kempten) – niemiecki żużlowiec, występujący również na długim torze i na trawie.

## Życiorys
Dwukrotny srebrny medalista indywidualnych mistrzostw Niemiec juniorów (2007, 2008). Uczestnik finału drużynowych mistrzostw świata juniorów (Abensberg 2007 – IV miejsce). 
Brązowy medalista indywidualnych mistrzostw Niemiec (Diedenbergen 2008). Uczestnik finału indywidualnych mistrzostw świata juniorów (Pardubice 2008 – jako rezerwowy). 
Dwukrotny medalista indywidualnych mistrzostw Europy na torze trawiastym: srebrny (Siddenburen 2008) oraz brązowy (Bielefeld 2013).
Największe sukcesy odnosił w wyścigach na długim torze. Dwukrotnie zdobył medale indywidualnych mistrzostw świata: srebrny (2011) oraz brązowy (2010). Był również trzykrotnym drużynowym mistrzem świata (2009, 2010, 2011).